# Sleuth
Sleuth (Brasil: Jogo Mortal / Portugal: Sleuth: Autópsia de um Crime) é um filme anglo/norte-americano de 1972, do gênero mistério, dirigido por Joseph L. Mankiewicz  e estrelado por Laurence Olivier e Michael Caine.

## Produção
Ao desafiar as convenções do filme de mistério com um enredo todo emaranhado, -- uma verdadeira batalha de esperteza entre dois personagens --, o diretor Mankiewicz criou um filme de classe única. Não somente o final é surpreendente, como convém às produções do gênero, mas também o início e o meio, com suas frases mordazes, o humor negro e as reviravoltas da intriga.
Mankiewicz, sabiamente, usou o artifício de listar vários atores fictícios nos créditos iniciais. Eve Channing, por exemplo, é uma mistura de Eve Harrington e Margot Channing, personagens de Anne Baxter e Bette Davis em All About Eve, que o diretor realizou em 1950. O objetivo era fazer com que a plateia pensasse que alguém de fora surgiria em momentos cruciais para interferir na trama. Na verdade, somente um escritor e um cabeleireiro aparecem em todo o filme.
O dramaturgo britânico Anthony Shaffer roteirizou sua própria peça, grande sucesso na Broadway entre 1970 e 1973 e vencedora do Tony Award de 1971.
Sleuth recebeu quatro indicações ao Oscar, inclusive na categoria de Melhor Ator, conferida tanto a Laurence Olivier quanto a Michael Caine. Ken Wlaschin lista o filme na relação das dez melhores atuações de ambos.
Sleuth foi o último trabalho de Mankiewicz no cinema.
Em 2007, Kenneth Branagh esteve à frente de uma refilmagem, com Michael Caine como o escritor (papel de Olivier na versão original) e Jude Law como o cabeleireiro. O filme fracassou nas bilheterias.

## Sinopse
Andrew Wyke, escritor de romances policiais, recebe em sua mansão Milo Tindle, dono de uma rede de salões de beleza e amante de sua esposa. Andrew propõe que Milo se disfarce de palhaço e roube as joias da esposa. Desse modo, Milo teria suporte financeiro para levar o caso adiante, enquanto ele, Andrew, ficaria milionário com o dinheiro do seguro. Assim, todos ganhariam. Mas nesse jogo, absolutamente nada é o que parece...

## Principais Premiações
| Patrocinador                                            | Prêmio             | Categoria | Situação |
| ------------------------------------------------------- | ------------------ | --- | -------- |
| Academia de Artes e Ciências Cinematográficas           | Oscar              | Melhor Diretor Melhor Ator (Laurence Olivier) Melhor Ator (Michael Caine) Melhor Trilha Sonora                          | Indicado |
| British Academy of Film and Television Arts             | BAFTA Award        | Melhor Ator (Laurence Olivier) Melhor Roteiro Adaptado Melhor Direção de Arte Melhor Fotografia                         | Indicado |
| New York Film Critics Circle                            | NYFCC Award        | Melhor Ator (Laurence Olivier)                                                                                          | Vencedor |
| Associação de Correspondentes Estrangeiros de Hollywood | Golden Globe       | Melhor Filme Dramático Melhor Ator em Filme Dramático (Laurence Olivier) Melhor Ator em Filme Dramático (Michael Caine) | Indicado |
| Mystery Writers of America                              | Edgar              | Melhor Filme | Vencedor |
| Academia Italiana de Cinema                             | David di Donatello | Melhor Ator Estrangeiro (Laurence Olivier)                                                                              | Vencedor |

## Elenco
| Ator/Atriz       | Personagem       |
| ---------------- | ---------------- |
| Laurence Olivier | Andrew Wyke      |
| Michael Caine    | Milo Tindle      |
| Alec Cawthorne   | Inspetor Doppler |
| John Matthews    | Detetive Tarrant |
| Eve Channing     | Marguerite Wyke  |
| Teddy Martin     | Policial Higgs   |

O filme foi o segundo a ter praticamente todo o elenco (Caine e Olivier) indicados ao Oscar depois de Who's Afraid of Virginia Woolf? em 1966 e o primeiro onde exatamente todos os atores do filme foram indicados. (Virginia Woolf apresentou pequenos papéis não creditados de atores que interpretavam o gerente da estalagem e a garçonete.) Esse feito foi repetido apenas por Give 'em Hell, Harry! (1975), em que James Whitmore é o único ator creditado.